# Glycidol
Glycidol ist eine organische chemische Verbindung aus den Gruppen der Epoxide (Oxirane) und der Alkohole. Die Substanz ist eine klare, geruch- und geschmacklose Flüssigkeit, die langsam mit Wasser zu Glycerin reagiert. Das Glycidolmolekül ist chiral und kommt daher in zwei verschiedenen, spiegelbildlichen Enantiomeren vor.

## Eigenschaften

### Physikalische Eigenschaften
Der Drehwert für unverdünntes (R)-(+)-Glycidol bei 23 °C (Natrium-D-Linie) beträgt +15°.

### Chemische Eigenschaften
Glycidol ist bei erhöhter Temperatur thermisch instabil. Bei DSC-Messungen wird oberhalb von 190 °C die thermische Zersetzung beobachtet. Die Zersetzung verläuft mit einer Zersetzungswärme von −1009 kJ·kg−1 bzw. −75 kJ·mol−1 stark exotherm.

## Herstellung
Racemisches Glycidol lässt sich durch Dehalogenierung und Epoxidbildung aus 3-Chlor-1,2-propandiol mit Basen gewinnen.
Aus Allylalkohol und tert-Butylhydroperoxid und in Anwesenheit von katalytischen Mengen Vanadium(IV)-oxy(acetylacetonat) (VO(acac)2) lässt sich ebenfalls Glycidol synthetisieren.
Ebenfalls durch Oxidation von Allylalkohol mit Cumolhydroperoxid lässt sich in einer Sharpless-Epoxidierung stereospezifisch in Anwesenheit von Titantetraethanolat oder Titantetraisopropanolat und Diethyltartrat als chirales Auxiliar selektiv das (R)- oder das (S)-Enantiomer darstellen.

## Reaktionen
Durch Reaktion der Epoxigruppe kann Glycidol eine Vielzahl von Reaktionen mit Nukleophilen eingehen. Mit Alkoholen bilden sich über Ringöffnung Ether. Über die OH-Gruppe können sowohl Ester als auch Ether entstehen.

## Verwendung
Glycidol wird als Stabilisator für Pflanzenöle und Vinyl-Polymere und zur Entmischung von Emulsionen eingesetzt. Weiterhin dient es zur Herstellung von Tensiden, Arzneimitteln, Kunstharzen und Ausrüstungsmitteln für Textilien. Auf Glycidol basierende Ether und Ester kommen als Epoxidharze sowie als Reaktivverdünner in Lacken, Klebstoffen und Beschichtungen zum Einsatz.

## Sicherheitshinweise
In Gegenwart geeigneter Katalysatoren kann Glycidol explosionsartig polymerisieren. Der Stoff ist krebserregend, reizt stark die Schleimhäute und die Haut und verursacht bei Kontakt durch Verletzung der Hornhaut schwere Augenschäden. Das zentrale Nervensystem kann stimuliert werden, bei anschließender möglicher Depression. Im Tierversuch mit Ratten und Mäusen erwies sich Glycidol als genotoxisch, carcinogen und erzeugte verringerte Fertilität bis hin zur Sterilität.
In Baden-Württemberg wurden in pflanzlichen Speiseölen wie Palmöl Glycidol-Fettsäureester gefunden, die bei der Raffination entstehen können. Diese Ester hydrolysieren im menschlichen Verdauungstrakt zu Fettsäuren und Glycidol. Deshalb rät das BfR von der Verwendung von Palmöl-haltiger Babynahrung ab.